# Barrington J. Bayley
 Barrington J. Bayley  (n. 9 aprilie 1937, Birmingham, Anglia, Regatul Unit – d. 13 octombrie 2008, Shrewsbury, Anglia, Regatul Unit) a fost un scriitor englez de literatură științifico-fantastică.

## Biografie
Bayley s-a născut în Birmingham și a studiat în Newport, Shropshire. A avut mai multe slujbe înainte de a se alătura  Royal Air Force undeva în 1955; prima sa povestire publicată, "Combat's End", a apărut cu un an mai devreme în revista Vargo Statten.
De-a lungul anilor 1960, Bayley a devenit un prieten și un colaborator frecvent cu redactorul de la New Worlds, Michael Moorcock, care s-a descris ca fiind "idiotul din parteneriatul lor" și a adoptat stilul New Wave. Povestirile sale au apărut frecvent în revista New Worlds și ulterior în diverse antologii New Worlds cu coperți broșate. Prima sa carte, The Star Virus, a fost urmată de o duzină de alte romane; temele sale mohorâte și sumbre au fost citate ca au influențat sau au fost apreciate de scriitori ca de exemplu M. John Harrison, William S. Burroughs, Brian Stableford, Bruce Sterling, Iain Banks sau  Alastair Reynolds.
Bayley a murit din cauza complicațiilor cauzate de cancerul intestinal la 14 octombrie 2008. În 2001, el a scris o schiță pentru o continuare a Eye of Terror, denumită provizoriu An Age of Adventure. Romanul nu a fost lansat în momentul morții sale, dar au circulat zvonuri și liste de copii, inclusiv afirmații despre o posibilă dată de lansare în 2002 și un număr de pagini de 288. Cartea apare încă în listele lucrărilor sale, inclusiv în bibliografia cărților electronice ale lucrărilor lui Bayley lansate de Gollancz SF Gateway. Moștenirea sa literară este administrată de Michael Moorcock.

## Lucrări scrise
A folosit pseudonime ca P. F Woods, J. Barrington Bayley, Alan Aumbry, Michael Barrington, Simon Barclay, John Diamond.

### Romane
| Nume                    | An   | Ca                   | Note                                        |
| ----------------------- | ---- | -------------------- | ------------------------------------------- |
| The Star Virus          | 1970 | Barrington J. Bayley | extindere a unei povestiri omonime din 1964 |
| Annihilation Factor     | 1972 | Barrington J. Bayley | extindere a povestirii "The Patch" din 1964 |
| Empire of Two Worlds    | 1972 | Barrington J. Bayley |                                             |
| Collision Course        | 1973 | Barrington J. Bayley | aka Collision with Chronos                  |
| The Fall of Chronopolis | 1974 | Barrington J. Bayley |                                             |
| The Soul of the Robot   | 1974 | Barrington J. Bayley |                                             |
| The Garments of Caean   | 1976 | Barrington J. Bayley |                                             |
| The Grand Wheel         | 1977 | Barrington Bayley    |                                             |
| Star Winds              | 1978 | Barrington J. Bayley |                                             |
| The Pillars of Eternity | 1982 | Barrington J. Bayley |                                             |
| The Zen Gun             | 1983 | Barrington J. Bayley |                                             |
| The Forest of Peldain   | 1985 | Barrington J. Bayley |                                             |
| The Rod of Light        | 1985 | Barrington J. Bayley |                                             |
| Eye of Terror           | 1999 | Barrington J. Bayley | Roman din seria Warhammer 40000             |
| The Sinners of Erspia   | 2005 | Barrington J. Bayley |                                             |
| The Great Hydration     | 2005 | Barrington Bayley    |                                             |

### Colecții de povestiri
| Nume                      | An   | Ca                | Note                     |
| ------------------------- | ---- | ----------------- | ------------------------ |
| The Knights of the Limits | 1978 | Barrington Bayley | Colecție de 9 povestiri  |
| The Seed of Evil          | 1979 |                   | Colecție de 13 povestiri |

### Povestiri
- "Combat's End" (aka "Cosmic Combatants") (1954)
- "Cold Death" (1955)
- "Last Post" (1955)
- "Kindly Travellers" (1955)
- "The Bargain" (1955)
- "Martyrs Appointed" (1955)
- "Fugitive" (1956)
- "The Reluctant Death" (1956)
- "Consolidation" (1959)
- "Peace on Earth" (cu  Michael Moorcock) (1959)
- "The Tank" (1961)
- "The Radius Riders" (1962)
- "Double Time" (1962)
- "The Big Sound" (1962)
- "The Ship That Sailed the Ocean of Space" (aka "Fishing Trip") (1962)
- "Solo Flight" (1963)
- "Flux" (with Michael Moorcock) (1963)
- "Natural Defence" (1963)
- "Return Visit" (1963)
- "Farewell, Dear Brother" (1964)
- "The Countenance" (1964)
- "Integrity" (1964)
- "The Star Virus" (1964)
- "The Patch" (1964)
- "All the King's Men" (1965)
- "The Ship of Disaster" (1965)
- "Reactionary" (1965)
- "Catspaw" (1965)
- "A Taste of the Afterlife" (cu Charles Platt) (1966)
- "Aid to Nothing" (1967)
- "The Four-Color Problem" (1971)
- "Exit From City 5" (1971)
- "Man in Transit" (1972)
- "The Exploration of Space" (1972)
- "The Seed of Evil" (1973)
- "Mutation Planet" (1973)
- "An Overload" (1973)
- "Me and My Antronoscope" (1973)
- "Maladjustment" (1974)
- "The Bees of Knowledge" (1975)
- "The Cabinet of Oliver Naylor" (1976)
- "The Problem of Morley's Emission" (1978)
- "Rome Vindicated" (1978)
- "Sporting with the Chid" (1979)
- "Life Trap" (1979)
- "Perfect Love" (1979)
- "The Infinite Searchlight" (1979)
- "Wizard Wazo's Revenge" (1979)
- "The God Gun" (1979)
- "The Forever Racket" (1980)
- "The Ur-Plant" (1983)
- "Escapist Literature" (1985)
- "When They Asked Him What Happens" (1988)
- "Death Ship" (1989)
- "Cling to the Curvature!" (1989)
- "Tommy Atkins" (1989)
- "The Death of Arlett" (1989)
- "The Phobeya" (with Sean Bayley) (1990)
- "Galimatias" (1990)
- "Culture Shock" (1990)
- "Light" (1991)
- "The Remembrance" (1991)
- "Don't Leave Me" (1992)
- "Doctor Pinter in the Mythology Isles" (1992)
- "Why Live? Dream!" (1992)
- "Quiddity Wars" (1992)
- "Teatray in the Sky" (1992)
- "This Way into the Wendy House" (1993)
- "Love in Backspace" (1994)
- "Gnostic Endings: Flight to the Hypercosmos" (1994)
- "On the Ledge" (1994)
- "Get Out of Here" (1995)
- "Duel Among the Wine Green Suns" (cu Michael Moorcock) (1995)
- "The Island of Dr. Romeau" (1995)
- "A Crab Must Try" (1996)
- "The Crear" (1996)
- "Children of the Emperor" (Warhammer 40K) (1998)
- "The Lives of Ferag Lion-Wolf" (Warhammer 40K) (1999)
- "The Sky Tower" (2000)
- "Battle of the Archeosaurs" (Warhammer 40K) (2000)
- "Planet of the Stercorasaurs" (2000)
- "Hive Fleet Horror" (Warhammer 40K) (2000)
- "The Worms of Hess" (2000)
- "The Revolt of the Mobiles" (2000)
- "It Was a Lover and His Lass" (2001)
- "Domie" (2001)
- "The Multiplex Fixative" (2003)
- "Party Smart Card" (2006)
- "Formic Gender Disorder" (2008)